# 安俞真
安俞真（：／ An Yu-Jin；2003年9月1日—），是一位韩国偶像、韓國K-pop歌手和模特儿，擔任STARSHIP娛樂知名女子音樂組合IVE的隊長、主舞和领唱，曾為限定組合IZ*ONE成員之一。

## 生涯經歷

### 出道前
2016年11月，兪真到韓國首都和世界大城市首爾旅行，搶到Melon音樂頒獎典禮的前排站位門票，並在現場直播時被拍攝入鏡，而當時正宣布防彈少年團獲頒TOP10藝人。站在前排往後望時，看到了為了舞台上藝人歡呼的粉絲們，萌生了想成為歌手的想法。
為了實現成為明星歌手的夢想，她主動上網搜尋「如何成為偶像」，並錄製了一段自己演唱赵容弼《이젠 그랬으면 좋겠네》（希望以後是這樣）的影片，寄送至多家經紀公司。因住在大田广域市不方便參加現場面試，便以電子郵件形式報名STARSHIP娛樂的試鏡。最終，她成功通過甄試進入STARSHIP娛樂成為練習生。當時經紀人特地從首爾前往大田與她會面，充分展現了公司對她的重視。成為練習生後，她搬到了首爾，正式展開練習生生活。

### 2017年練習生時期：出演《RAIN》MV、拍攝CF引起討論
- 2月，進入STARSHIP娛樂後一個月，即擔任SISTAR的韶宥與EXO的伯賢合作曲《RAIN》的MV女主角[11]。
- 4月、7月，分別作為抗痘乳霜Clearteen及隱形眼鏡ACUVUE Vita的廣告出演者出現在大眾的目光。[12][13]
- 7月、8月，擔任前輩柳昇佑、燦多合作曲《OPPA》的MV女主角，以及鄭世雲前輩《JUST U》的MV女主角。

### 2018年 - 2021年：IZ*ONE出道、出演《蒙面歌王》、擔任《人氣歌謠》主持。
- 2018年6月15日，參加韓國Mnet主辦的生存選秀節目《PRODUCE 48》，同年8月31日，最終以票選第5名入選IZ*ONE。[14][15][16]因成軍當天離她15滿歲差一天，成為從音樂選秀節目出道年齡第二小的女團成員。
- 2018年10月29日，以限定組合IZ*ONE出道。[17]
- 2018年12月9日，成為第一位參加《蒙面歌王》的IZ*ONE成員，亦成為最年輕女參賽者。[18][19]
- 2018年12月11日，因為亨敦和大俊回歸，安俞真和BTOB鄭鎰勳成為《Idol Room》特別MC。[20]
- 2019年3月4日，入讀首爾公演藝術高等學校，也透露與師姐女團fromis 9白知憲為同班同學。[21]
- 2019年10月25日，安俞真與她的父母和經紀公司為安俞真現在的狀況及未來進行長時間的討論，並決定進行自主學習，專注於IZ*ONE活動。[22]
- 2020年9月1日，安俞真通過高中學歷鑑定考，取得高中學歷[23]。
- 2021年3月7日，正式成為《人氣歌謠》主持。
- 2021年4月29日，於限定組合IZ*ONE兩年半的團體活動結束。

### 2021年：IZ*ONE解散、個人活動時期
- 2021年8月28日，與張員瑛因與確診了COVID-19肺炎的工作人員路線重疊，進行了PCR檢查，結果為陰性[24]。被防疫當局歸類為密切接觸者而自發居家隔離。9月3日出現了發燒及喉嚨痛的症狀後進行了PCR檢測，出現陽性反應，於翌日上午確診。16日被医生确认痊愈并且不具有传染性，已被解除隔离并顺利出院[25]。痊癒後接受了GLAZE晶狀體手術以改善視力，10月24日才回到《人氣歌謠》主持[26]。

### 2021年-TBC：IVE出道、出演《Biong Biong地球娛樂室》系列、《犯罪現場歸來》

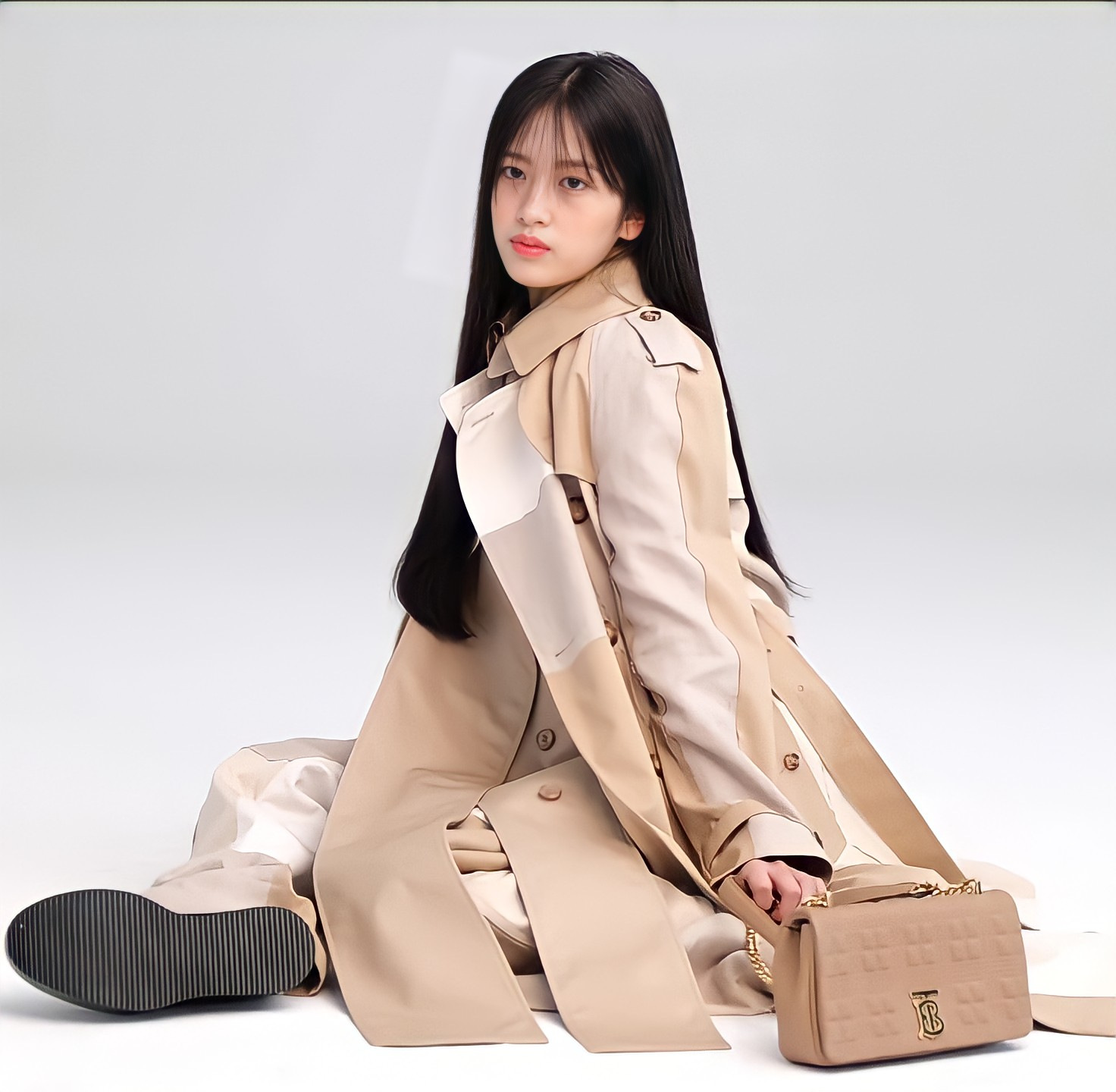
安俞真2022年5月為《Marie Claire》拍攝寫真

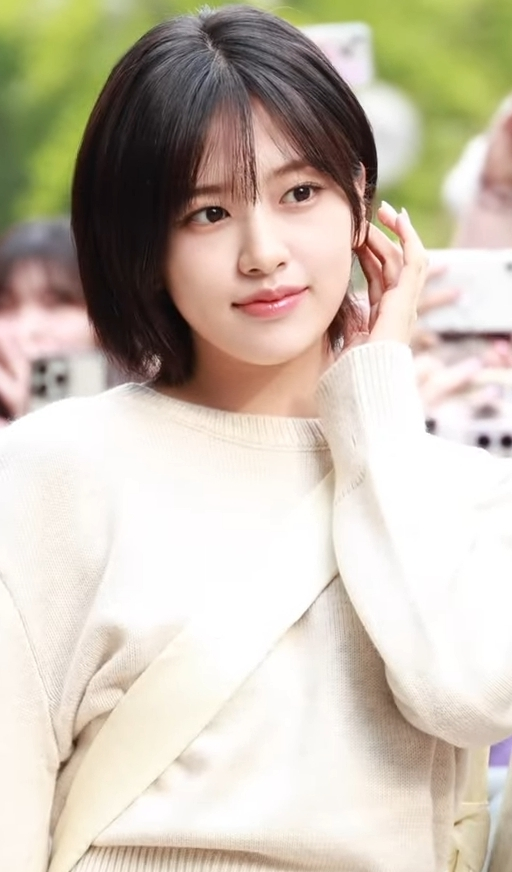
2023年10月13日在《音樂銀行》上班路

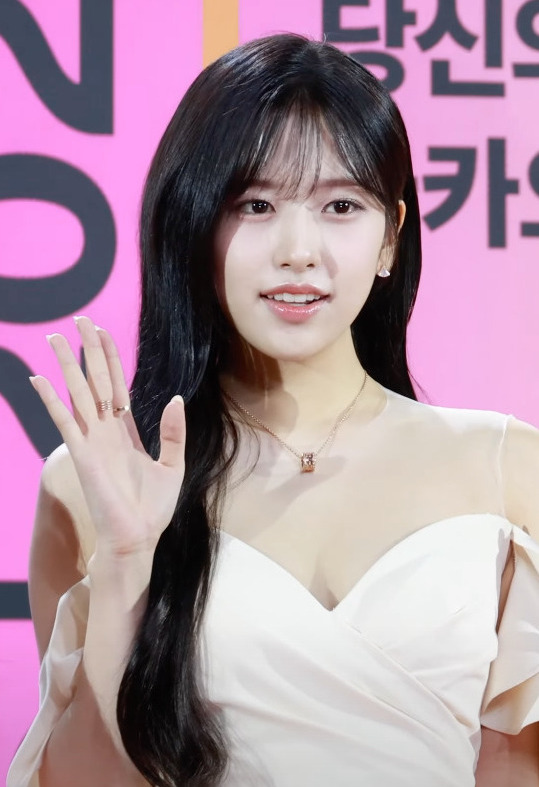
兪真出席2023年韓國Melon音樂獎颁奖典礼

- 2021年11月2日，STARSHIP娛樂公佈為旗下新女團IVE的第一名成員擔任隊長[27]。
- 2021年12月1日，作為IVE的成員出道。並於2022年年末組合斬獲MMA、MAMA、金唱片等等大型頒獎典禮的新人賞，並同時獲得年度歌曲大賞。
- 2022年6月24日，出演綜藝《Biong Biong地球娛樂室》，為成員中忙內。
- 2023年1月10日，《Biong Biong地球娛樂室》宣布正在準備製作第二季[28]，該節目拍攝完畢後於同年5月12日開播，並且憑藉高人氣獲得韓國蓋洛普6月的節目喜好一位，為首個全女性綜藝達成此成就[29]。
- 2023年7月12日，作為韓亞金融集團代言人至旗下K聯賽球隊《大田韓亞市民足球俱樂部》主場開球，入場人次突破2萬大關，共計20592人，為K-聯賽入場紀錄的平日第二高,及第23賽季單日觀眾人數最多的紀錄[30][31]。
- 2023年7月18日，TVING透漏正在製作《犯罪現場》第四季《犯罪現場歸來》，入選為固定成員，節目於2024年2月9日起播出[32]。
- 在2023年MBC歌谣大祭典上，俞真和好友李泳知一起翻唱了碧昂丝的《End of Time》與Lady Gaga的《Born This Way》，广受好评。2023年12月15日，迪士尼100周年紀念動畫《星願》宣布韓文版主題曲《소원을 빌어 》由安俞真演唱[33]，歌曲於2023年12月22日發行[34]。

## 音樂作品
— 所屬團體之作品請參閱PRODUCE 48、IZ*ONE和IVE音樂作品
— 韓國音樂著作權協會登記編號為10029847

### OST
| 年份   | 發行日期 | 歌曲名稱  | 收錄專輯                                      | 合作藝人 |
| 2023年 | 12月22日 | This Wish | 迪士尼頻道《星願》                            | 不適用   |
| 2024年 | 11月12日 | Dreaming  | Dreaming : NAVER WEBTOON 'The Great' - Single | 不適用   |
| 2025年 | 4月13日  | Sunny Day | 《機智住院醫生生活 OST Part.2》               | 不適用   |

### 合作單曲
| 年份   | 發行日期 | 歌曲名稱       | 收錄專輯 | 合作藝人         |
| 2022年 | 6月20日  | Move Like This | 不適用   | 金妍兒、姜丹尼爾 |

### 創作歌曲
| 發行日期 | 歌曲名稱     | 收錄專輯          | 作詞 | 作曲 | 歌曲編號     |
| 2020     |              |                   |      |      |              |
| 6月15日  | 〈With*One〉 | 《Oneiric Diary》 |      |      | 100002868590 |
| 2023     |              |                   |      |      |              |
| 4月10日  | 〈Heroine〉  | 《I've IVE》      |      |      | 100004938317 |

## 影音作品
— 所屬團體之作品請參閱IZ*ONE#影音作品和IVE媒體作品列表

### 特別音放舞台
| 年份 | 日期   | 舞台          | 歌曲          | 表演者 | 備註     |
| 2018 | 2月7日 | Show Champion | BABY IT'S YOU | 鄭世雲 | 現場伴舞 |
| 2018 | 2月8日 | Mnet          | BABY IT'S YOU | 鄭世雲 | 現場伴舞 |

### 出演音樂錄影帶
| 年份 | 歌曲            | 演唱者            | 備註               |
| 2017 | 비가 와（Rain） | 韶宥 X 伯賢       |                    |
| 2017 | OPPA (오빠)     | 柳昇佑 & 燦多     |                    |
| 2017 | JUST U          | 鄭世雲            |                    |
| 2018 | 갈증(Thirst)    | Mad Clown X Ailee |                    |
| 2022 | Move Like This  | 姜丹尼爾、安俞真  | feat.金妍兒        |
| 2023 | 2023 tvN 歡樂頌 | 安俞真            | tvN 拯救快樂大作戰 |
| 2023 | This Wish       | 安俞真            | 迪士尼電影《星願》 |

## 影視作品
— 所屬團體之作品請參閱IZ*ONE媒體作品列表和IVE媒體作品列表

### 固定綜藝
| 年份           | 日期                         | 電視台            | 節目名稱                   | 備註                                             |
| 2018年         | 6月15日－8月31日             | Mnet              | 《PRODUCE 48》             | 最終排名第5名                                    |
| 2019年－2020年 | 2019年3月29日－2020年1月20日 | MBC               | 《My Little Television 2》 | 固定主持                                         |
| 2022年         | 2月22日－6月7日              | Channel A、sky TV | 《鋼鐵部隊》第二季         | 與金聖柱、張東民、金東炫、崔英才、金希澈共同主持 |
| 2022年         | 6月24日－9月16日             | tvN               | 《Biong Biong地球娛樂室》  | 與李恩智、Mimi、李泳知為固定成員                 |
| 2023年         | 5月12日－7月28日             | tvN               | 《Biong Biong地球娛樂室2》 | 與李恩智、Mimi、李泳知為固定成員                 |
| 2024年         | 2月9日－3月1日               | TVING             | 《犯罪現場歸來》           | 與張鎮、朴芝潤、張東民、Key、朱賢英為固定成員    |
| 2024年         | 5月24日－6月14日             | tvN               | 《地樂者的滴滴叭叭》       | 與李恩智、Mimi、李泳知為固定成員                 |
| 2025年         | 4月25日－7月4日              | tvN               | 《Biong Biong地球娛樂室3》 | 與李恩智、Mimi、李泳知為固定成員                 |
| 2025年         | 待公布                       | Netflix           | 《犯罪現場Zero》           | 與張鎮、朴芝潤、張東民、金智勳為固定成員         |

### 配音旁白
| 配音旁白列表 | 配音旁白列表 | 配音旁白列表 | 配音旁白列表           | 配音旁白列表                  |
| ------------ | ------------ | ------------ | ---------------------- | ----------------------------- |
| 年份         | 日期         | 電視台       | 節目名稱               | 備註                          |
| 2023年       | 12月25日     | MBC          | 《熊貓福寶生活紀錄片》 | 紀錄片旁白(MBC與愛寶樂園合作) |

## 主持

### 活動及典禮主持
| 日期           | 活動名稱                       | 活動地點                  | 備註              |
| 2022年5月15日  | 《KPOP.FLEX》                  | Deutsche Bank Park        | 特別MC,與Leeseo   |
| 2022年6月18日  | 《第28屆夢想演唱會》           | 首爾蠶室 奧林匹克主競技場 | 與道英            |
| 2022年9月5日   | 《第49屆韓國廣播大賞頒獎典禮》 | KBS公共大廳               | 頒獎嘉賓,與李起光 |
| 2022年12月24日 | 《2022 SBS歌謠大戰》           | 高尺巨蛋                  | 與 Key,車銀優     |
| 2023年7月23日  | 《KPOP.LUX》                   | 西班牙萬達大都會球場      | 特別MC,與LIZ      |
| 2023年12月25日 | 《2023 SBS歌謠大戰》           | INSPIRE ARENA             | 與 Key,然竣       |
| 2024年7月21日  | 《2024 SBS夏季歌謠大戰》       | INSPIRE ARENA             | 與 道英,然竣      |
| 2024年12月25日 | 《2024 SBS歌謠大戰》           | INSPIRE ARENA             | 與 道英,然竣      |

| 日期                        | 電視台 | 節目名稱 | 備註         |
| 2021年3月7日至2022年3月27日 | SBS    | 人氣歌謠 | 與成燦、志焄 |
| 2023年10月15日              | SBS    | 人氣歌謠 | 特別MC       |

## 獲獎與提名
| 年度 | 頒獎典禮           | 獎項         | 作品             | 結果 |
| ---- | ------------------ | ------------ | ---------------- | ---- |
| 2024 | 第60屆百想藝術大獎 | 女子綜藝賞   | 不適用           | 提名 |
| 2024 | 第60屆百想藝術大獎 | 女子人氣賞   | 不適用           | 獲獎 |
| 2024 | 第3屆青龍系列大獎  | U+ WHY NOT獎 | 《犯罪現場歸來》 | 獲獎 |

## 外部連結
- 安俞真的Instagram帳戶
- 维基共享资源上的相關多媒體資源：安俞真